# Moi, Cthulhu
Moi, Cthulhu (titre original : I, Cthulhu) est une nouvelle de fantasy, pastiche lovecraftien de l'écrivain anglais Neil Gaiman publié en 1987 et traduit en français en 2012.

## Résumé
Cthulhu, la créature de fiction imaginée par l'écrivain américain H. P. Lovecraft y raconte sur un ton humoristique sa naissance et son enfance.